# Mário Bihári
Mário Bihári (* 28. prosince 1977, Malacky) je slovenský romský zpěvák, klarinetista, akordeonista a klavírista působící v Česku. Od osmi let je nevidomý. Dva roky chodil na základní školu v Bratislavě a šest let na základní školu pro nevidomé v Levoči.

## Sport
Na ZŠ v Levoči se začal aktivně věnovat sportu, v lehké atletice se stal v letech 1991 a 1992 mistrem Evropy v kategorii žáci (rekord v běhu na 60 m – 7,9 sekund). Nyní reprezentuje Česko v goalballu.

## Hudba
V 7 letech začal hrál na klavír, v deseti na akordeon. V roce 1998 maturoval s vyznamenáním na konzervatoři Jana Deyla a dva roky poté ji dokončil.
V roce 1998 se stal členem hudební skupiny Koa, která doprovázela autorskou a interpretační dvojici Zuzana Navarová – Iván Gutiérrez. Vznikla alba Skleněná vrba (1999) a koncertní Zelené album (2000).
Po odchodu Ivána Gutiérreze začal Mário Bihári také zpívat a skládat vlastní písně. Na albech Barvy všecky (2001) a Jako Šántidéví (2003) tvoří přibližně čtvrtinu rozsahu. Po smrti Zuzany Navarové v prosinci 2004 se Mário Bihári stal hlavním autorem skupiny Koa. Po ukončení činnosti skupiny Koa vystupoval se skupinou Bejlí a byl kapelníkem skupiny Mário Bihári Trio (Bihári, Tokhi, Petr Tichý). Nyní hraje buď sólově, nebo s novou skupinou Bachtale Apsa (Mário Bihári, Adam Pospíšil, Petr Horvát, Standa Vít).
Za pomoci fotografa Björna Steinze se věnoval i fotografii v cyklech Hudba v obraze (2004) a Obrazy z duše.
Kolem roku 2010 si udělal masérský kurz a pracuje v masážním studiu, které nabízí během masírování i živou hudbu, přičemž klienta masíruje Biháriho kolegyně a Bihári k tomu improvizuje na klavír.
Od roku 2010 koncertuje s kapelou Bachtale Apsa, kde vystupuje mimo jiné s herečkou Bárou Hrzánovou.

## Diskografie
- s kapelou Koa
  - Skleněná vrba (1999)
  - Zelené album (2000)
  - Barvy všecky (2001)
  - Jako Šántidéví (2003)
  - Koa (2006)
  - Dobře nám (2008)
- s kapelou Bachtale Apsa
  - Bachtale Apsa (2011)
  - Tóny barev (2016)

Mário Bihári také hostuje na albech jiných autorů, např. na Čerstvě natřeno (2005) a Holobyt (2016) písničkářky Martiny Trchové, I Am You Iamme Candlewick (2013) či Kořeny Jiřího Smrže (2014).